# Флаг Мещанского района
Флаг внутригородского муниципального образования Меща́нское в Центральном административном округе города Москвы Российской Федерации.
Утверждён 22 октября 2004 года и внесён в Геральдический реестр города Москвы.

## Описание
Представляет собой двустороннее, прямоугольное полотнище с соотношением сторон 2:3. На белом полотнище помещено изображение примыкающего к верхнему краю полотнища красного ступенчатого стропила, высота которого составляет 7/15 ширины полотнища. На стропиле помещено изображение жёлтого рога изобилия с жёлтыми монетами, габаритные размеры которого составляют 1/5 длины и 3/10 ширины полотнища. Центр изображения рога изобилия равноудалён от боковых краёв полотнища, и находится на расстоянии 9/40 ширины полотнища от его верхнего края.
В нижней части полотнище помещено изображение чёрной пушки. Габаритные размеры изображения составляют 5/12 длины и 7/20 ширины полотнища. Центр изображения равноудалён от боковых краёв полотнища и находится на расстоянии 9/40 ширины полотнища от его нижнего края».

## Обоснование символики
Белый цвет полотнища символизирует реку Неглинную, игравшую важную роль в развитии Москвы на протяжении нескольких веков.
Красное ступенчатое стропило символизирует уникальные для Москвы строительные памятные сооружения, такие как Сухаревская башня и Кузнецкий мост.
Чёрная пушка символизирует Пушечный двор, где была отлита Царь-пушка, а также другие слободы, связанные с пушкарским и кузнечным ремеслом.
Жёлтый рог изобилия с монетами символизирует исторически сложившееся большое число банковских, торговых и страховых заведений, расположенных на территории муниципального образования.